# Dichopogon capillipes
Dichopogon capillipes är en sparrisväxtart som först beskrevs av Stephan Ladislaus Endlicher, och fick sitt nu gällande namn av Norman Henry Brittan. Dichopogon capillipes ingår i släktet Dichopogon och familjen sparrisväxter. Inga underarter finns listade i Catalogue of Life.

## Bildgalleri

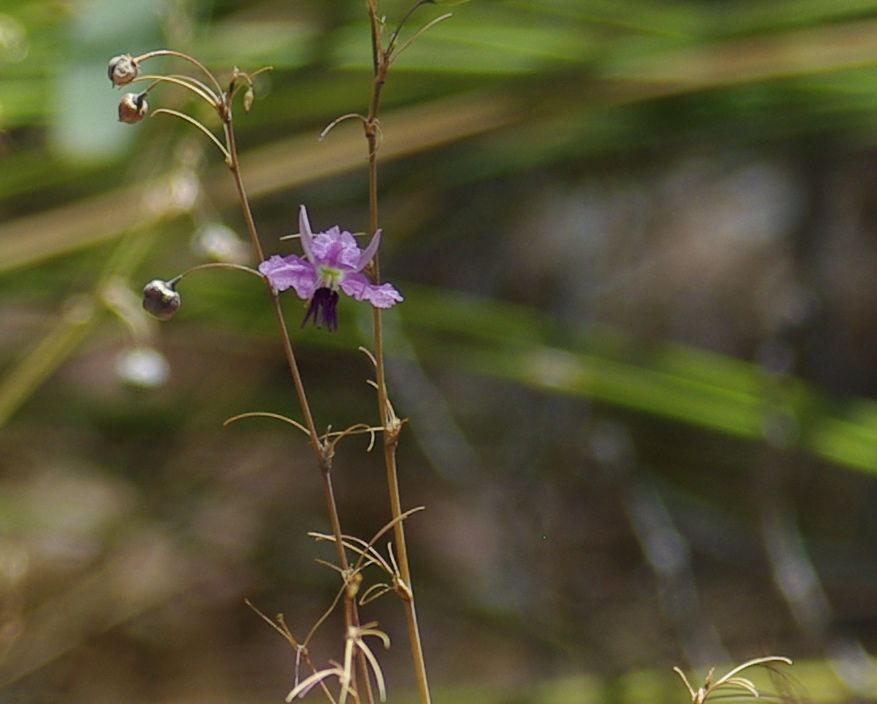